# Turbonilla farroupilha
Turbonilla farroupilha is een slakkensoort uit de familie van de Pyramidellidae. De wetenschappelijke naam van de soort is voor het eerst geldig gepubliceerd in 2004 door Pimenta & Absalão.